# Pazyfae (księżyc)
Pazyfae (Jowisz VIII) – niewielki zewnętrzny księżyc Jowisza. Odkrył go Philibert Jacques Melotte 27 stycznia 1908 roku. Pazyfae była pierwszym odkrytym księżycem nieregularnym. Pierwotnie uznano ją za planetoidę (nie było jasne, czy jest grawitacyjnie związana z Jowiszem) i oznaczono symbolem 1908 CJ. Dopiero 10 lipca potwierdzono, że krąży ona wokół Jowisza.

## Nazwa
Księżyc dopiero w 1975 roku otrzymał swoją obecną nazwę, pochodzącą z mitologii greckiej. Pazyfae była żoną Minosa i matką Minotaura.
Wcześniej satelita był określany jako Jowisz VIII, w pewnym okresie proponowano dla niego nazwę Posejdon.

## Charakterystyka fizyczna
Pazyfae jest jednym ze średniej wielkości księżyców Jowisza, jego średnicę ocenia się na około 60 km. Średnia gęstość tego ciała to ok. 2,6 g/cm³, a składa się przeważnie z krzemianów. Powierzchnia Pazyfae jest bardzo ciemna – jego albedo wynosi zaledwie 0,04. Z Ziemi można go zaobserwować jako obiekt o jasności wizualnej co najwyżej 17 magnitudo.
Księżyc obiega Jowisza ruchem wstecznym, czyli w kierunku przeciwnym do obrotu planety wokół własnej osi. Jest to największe ciało z grupy Pazyfae. Istnieje przypuszczenie, że jest to przechwycona planetoida.